# En haremskvindes roman
En haremskvindes roman er en amerikansk stumfilm fra 1915 af Burton L. King.

## Medvirkende
- Ola Humphrey.
- William C. Dowlan som Stanley Clyde.
- Edward Sloman som Ibrahim Tousson.
- Helen Wright.
- Carmen Phillips som Uarda.